# Рыченки
Рыченки — село в Перемышльском районе Калужской области, в составе муниципального образования Сельское поселение «Деревня Горки».

## География
Расположено на автодороге межмуниципального значения 29Н-374 (Перемышль — Погореловка) в трёх километрах на юго-запад от районного центра.

## Население
| 2002 | 2010 |
| ---- | ---- |
| 51   | ↘39  |

## История
Поселение известно с древнейших времён. В атласе Калужского наместничества, изданного в 1782 году, упоминается и нанесено на карты село Рыченки Перемышльского уезда, 48 дворов и по ревизии душ — 496.

Село Рыченки Княгини Надежды Федоровой дочери Вяземской. Василия, Николая, Евграфа Ильиных детей Шушериных.., с выделенной церковною землей в двух местах. На правом берегу отвершка безымянного и по обе стороны оврага свинешнаго на коем два пруда, церковь Пророка Илии, и четыре дома господских деревянных, при доме сады иррегулярные… крестьяне на пашне.— Описания и алфавиты к Калужскому атласу
В книге «Опись Церковных памятников Калужской губернии» под редакцией инженера и архитектора Н. И. Рошефора значится «построенная в древности» деревянная Ильинская церковь в селе Рыченки. Перестроена «господином Алябьевым» в 1769 году.
На официальном сайте Калужской Епархии утверждается, что Храм в честь пророка Илии был возведён в 1763 году на средства прихожан «каменным с колокольней в одной связи». В 1904 году перестраивался по инициативе помещика А. И. Пушкина.
В 1858 году село (вл.) Рычёнки 1-го стана Перемышльского уезда, при колодцах, одной православной церкви, 41 двор — 410 жителей, по правой стороне почтового Киевского тракта.
К 1914 году Рыченки — село, центр Рыченской волости Перемышльского уезда Калужской губернии. В 1913 году население 600 человек. Имелась собственная земская школа.
В годы Великой Отечественной войны село было оккупировано войсками Нацистской Германии с 8 октября по 26 декабря 1941 года. Освобождено в ходе Калужской наступательной операции частями 50-й армии генерал-лейтенанта И. В. Болдина.

## Комментарии
1. ↑  Действующий православный храм. Во времена советской власти не закрывался большевиками и после 1934 года — был единственным действующим на всей территории Перемышльского района.